# آلتو آلگره (رورایما)
آلتو آلگره (به پرتغالی: Alto Alegre) یک منطقهٔ مسکونی در برزیل است که در رورایما واقع شده‌است. آلتو آلگره ۲۵٬۵۶۷ کیلومتر مربع مساحت و ۱۵٬۳۸۰ نفر جمعیت دارد.